# 구시로역 (시마네현)
구시로역(일본어: 久代駅)은 일본 시마네현 하마다시에 있는 서일본 여객철도 산인 본선의 철도역이다.

## 역 구조
마스다 방면으로 향해서 오른쪽에 단선 승강장 1면 1선을 지닌 지상역이지만, 하마다 철도부가 관리하는 무인역으로 역사는 없으며,
이즈모 시 근처의 출입구로부터 직접 승강장에 들어가는 형태로 되어 있다.

## 이용 현황
| 승차 인원 추이 | 승차 인원 추이 |
| 연도           | 1일 평균       |
| -------------- | -------------- |
| 1999           | 23             |
| 2000           | 24             |
| 2001           | 17             |
| 2002           | 12             |
| 2003           | 14             |
| 2004           | 11             |
| 2005           | 11             |
| 2006           | 12             |
| 2007           | 14             |
| 2008           | 16             |
| 2009           | 12             |
| 2010           | 11             |

## 역 주변
- 하마다 골프 링크스

## 인접 역
| 서일본 여객철도 산인 본선 | 서일본 여객철도 산인 본선 | 서일본 여객철도 산인 본선 |
| ------------------------- | ------------------------- | ------------------------- |
| 하시 요나고 방면          | ■ 산인 본선               | 시모코 마스다 방면        |